# تونل‌زنی کوانتومی

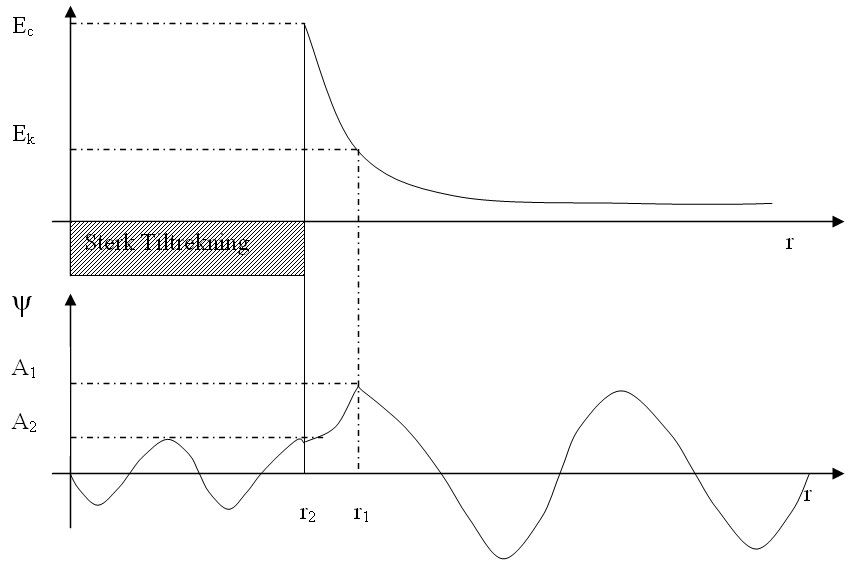

تونل‌زنی کوانتومی (به انگلیسی: Quantum tunneling) به فرایند کوانتومی تونل زدن یک ذره بنیادی در یک سد پتانسیل (که از نظر کلاسیک، ذره قادر به عبور از آن نیست) اشاره دارد. این پدیده مهم در چندین پدیده فیزیکی (برای نمونه، در واکنش‌های هسته‌ای که در ستارگان رشته اصلی (به انگلیسی: main sequence stars) مثل خورشید اتفاق می‌افتد) به چشم می‌خورد. همچنین کاربردهای مهمی در ادوات الکترونیکی مانند دیود تونلی دارد. این پدیده در اوایل قرن بیستم پیش‌بینی شده بود و در اواسط همان قرن به عنوان یک پدیده کلی فیزیکی پذیرفته شد. تونل‌زنی معمولاً با اصل عدم قطعیت هایزنبرگ توضیح داده می‌شود. در واقع مفاهیم مکانیک کوانتومی حول این پدیده توصیف می‌شوند و می‌توان گفت تونل‌زنی کوانتومی یکی از ویژگی‌های بنیادی مکانیک کوانتومی و نشانه خاصیت دوگانگی موج-ذره است.

## تاریخچه
تونل‌زنی کوانتومی در ابتدا با مطالعه تابش گسترش یافت و در سال ۱۸۹۶ توسط هانری بکرل کشف شد. مسئله تابش بعدها توسط پیر کوری و ماری کوری آزمایش شد، که برای آن در سال ۱۹۰۳ جایزه نوبل فیزیک گرفتند. ارنست رادرفورد ایگون شویدلر طبیعت تابش را مطالعه کردند که بعدها توسط فردیش کلرواش به صورت تجربی اثبات شد. بعدها نظریهٔ نیمه عمر و عدم امکان پیش‌گویی واپاشی از کار آن‌ها نتیجه شد. فردیش هوند اولین کسی بود که در سال ۱۹۲۷ وقتی که حالت پایه چاه دوتایی را محاسبه می‌کرد به پدیدهٔ تونل‌زنی توجه کرد. اولین کاربرد این پدیده یک توضیح ریاضی برای واپاشی ذرات آلفا بود که در سال ۱۹۲۸ توسط جرج گاموف انجام شد. دو محقق دیگر به نام‌های رونالد گورنی و ادوارد کاندون هم مستقلاً این کار را انجام دادند. این دو محقق به‌طور هم‌زمان معادلهٔ شرودینگر (به انگلیسی: Schrodinger) را برای یک چاه پتانسیل درون هسته و یک رابطه بین نیم عمر ذره و انرژی تابشی یافتند که مستقیماً به احتمال ریاضی تونل‌زنی وابسته بود. بعد از یک سمینار توسط گاموف، فردی به نام ماکس بورن کلید تونل‌زنی را دریافت. او پی برد که تونل‌زنی محدود به فیزیک هسته‌ای نیست بلکه یک نتیجهٔ کلی از مکانیک کوانتومی است که در چندین سیستم مختلف ظاهر می‌شود. اندکی بعد، هر دو گروه موضوع تونل‌زنی ذرات به درون هسته را مطرح کردند. در پی آن، مطالعه مواد نیمه رسانا و گسترش ترانزیستورها و دیودها منجر به پذیرش تونل‌زنی الکترون در جامدات، در سال ۱۹۵۷شد. کار لئو ایساکی و ایوار گیور و برایان دیوید جوزفسون، زوج‌های کوپر ابررسانایی را پیش‌بینی کرد که در سال ۱۹۷۳ جایزه نوبل فیزیک را برای آن‌ها به ارمغان آورد.

## مقدمه‌ای بر مفهوم

تونل‌زنی کوانتومی در یک سد. انرژی ذره تونل زده همان است ولی دامنه کاهش یافته است.

تونل‌زنی کوانتومی شامل حوزه مکانیک کوانتومی است. آنچه که در مقیاس کوانتومی اتفاق می‌افتد به‌طور مشخص قابل مشاهده نیست، اما برای درک بیشتر، در اندازه‌های ماکروسکوپیک مجسم شده است که مکانیک کلاسیک به اندازه کافی قادر به توضیح آن است. برای درک این پدیده می‌توان ذره‌هایی را که سعی در عبور بین دو چاه پتانسیل دارند را با توپی که دور یک تپه می‌چرخد مقایسه کرد. مکانیک کوانتومی و مکانیک کلاسیک در این زمینه رفتارهای متفاوتی دارند. مکانیک کلاسیک پیش‌بینی می‌کند که ذره‌ای که انرژی کافی برای عبور کلاسیکی از چاه ندارند قادر به رسیدن به سمت دیگر نیست، پس یک توپ بدون انرژی کافی برای عبور از تپه، پس زده شده (بازتاب) یا در بهترین حالت داخل تپه نفوذ خواهد کرد (جذب). در مکانیک کوانتومی این ذره‌ها می‌توانند با احتمال خیلی کم به آن طرف تونل برسند پس می‌توانند از سد عبور کنند. در این مثال توپ نمی‌تواند از اطراف خود انرژی بگیرد پس برای تونل زدن در طول دیوار یا گذر از تپه با پس دادن انرژی، الکترون‌های بازتابی تولید کرده و در نتیجه انرژی بیشتری نسبت به آنچه در سمت دیگر خواهد داشت، دارد. این تناقض به دلیل رفتار ذره، هم به عنوان ذره و هم به عنوان موج در مکانیک کوانتومی است.
یک تفسیر دیگر از این دوگانگی شامل اصل عدم قطعیت هایزنبرگ است که ضمن آن حدی برای دقت در اندازه‌گیری مکان و تکانه ذره در یک زمان مشخص تعیین شده است.
این موضوع دلالت بر این دارد که هیچ جوابی با احتمال دقیقاً صفر یا یک وجود ندارد. پس ممکن است یک جواب به بی‌نهایت برسد؛ بنابراین احتمال حضور یک ذره در سمت مخالف یک سد غیر صفر است و در این صورت است که ذره‌ها — بدون هیچ اثری از عبور فیزیکی از سد — ظاهر خواهند شد و با همین احتمال ذره در سمت دیگر با یک فرکانس متناسب، ظاهر می‌شوند.

### مسئله تونل‌زنی

یک بسته موج الکترونی به یک سد پتانسیل برخورد می‌کند. به لکه سمت راست توجه کنید که نشان دهنده تونل‌زنی الکترون هاست.

هر پدیده‌ای که می‌توان به عنوان یک سیستم فیزیکی در نظر گرفت، با تابع موج ذره به‌طور مختصر بیان می‌شود.
اگرچه مسائل در فیزیک کوانتومی متمرکز به تحلیل تابع موج ذره است، با استفاده از فرمول‌های ریاضی مکانیک کوانتومی نظیر معادله شرودینگر، تابع موج حل خواهد شد و این موضوع مستقیماً به چگالی احتمال مکان ذره وابسته است که احتمال حضور ذره در مکان را توصیف می‌کند. البته در حد سدهای بزرگ احتمال تونل‌زنی کاهش پیدا می‌کند (سدهای بلندتر و عریض تر).
برای نمونه‌های ساده تونل‌زنی سد، مثل سد مستطیلی یک راه حل تحلیلی وجود دارد. معمولاً مسائل در واقعیت حتی یک راه حل هم ندارند. پس روش‌های نیمه کلاسیکی یا شبه کلاسیکی برای راه حل‌های تقریبی این مسائل، مانند تقریب WKB(به انگلیسی: تقریب دبلیو کی بی)، گسترش یافتند. احتمال‌ها ممکن است نتیجه‌ای با دقت دلخواه باشند.

## پدیده‌های وابسته
چندین پدیده وجود دارد که رفتاری شبیه تونل‌زنی کوانتومی دارند، پس می‌توان آن‌ها را دقیقاً با تونل‌زنی توصیف کرد. پدیده‌هایی مانند جفت شدگی موج ناپایدار (کاربرد معادله موج ماکسول برای نور).
این آثار برای سد پتانسیل مستطیلی (به انگلیسی: rectangular potential barrier) شبیه‌سازی شده‌اند. در این مثال‌ها یک ناحیه عبور (به انگلیسی: transmission medium) وجود دارد، که در راستای انتشار موج یا در نزدیکی همان مسیر است و محیط دومی هم وجود دارد که در راستایی قرار دارد که موج به‌طور متمایز طی می‌کند. این را می‌توان به عنوان یک ناحیهٔ باریک B بین دو ناحیه باریک A تعریف کرد. حال می‌توان تحلیل یک سد مستطیلی به وسیلهٔ معادله شرودینگر را با آثار دبگر وفق داد، با این شرط که معادله موج دارای جواب موج گذرنده(به انگلیسی: travelling wave) از محیط A باشد اما جواب نمایی حقیقی در محیط B باشد.
در اپتیک محیط A خلأ است، البته زمانی که محیط B شیشه باشد. در صوت‌شناسی محیط A می‌تواند مایع یا گاز باشد و محیط B ی جامد باشد. برای هردو حالت محیط A ناحیه‌ای از فضاست که انرژی کل ذره بزرگتر از انرژی پتانسیلش است و محیط B سد پتانسیل است.
این حالت‌ها یک موج ورودی دارند و موج برآیند در هر دو جهت خواهد بود. هم چنین می‌توان ناحیه‌ها و سدهای بیشتری داشت و لزوماً نباید این سدها گسسته باشند، تقریب نیز در این مثال‌ها مفید است.

## کاربردها
تونل‌زنی در سدهایی با ضخامت حدود ۳–۱نانومتر و کمتر اتفاق می‌افتد و دلیل بسیاری از پدیده‌های فیزیکی ماکروسکوپی است. برای نمونه تونل‌زنی در نتایج جریان توان ذاتی و تکنولوژی موبایل دیده می‌شود.

### واپاشی رادیواکتیو
واپاشی رادیواکتیو عبارت است از انتشار ذرات و انرژی از هسته ناپایدار یک اتم برای تشکیل یک حالت پایدار. این پدیده در اثر تونل‌زنی کوانتومی ذره خارج از هسته انجام می‌شود (تونل‌زنی ذره درون هسته جاذبه الکترون است)، که اولین کاربرد تونل‌زنی کوانتومی بود و به اولین تقریب سوق داد.

### گسیل سرد
گسیل سرد الکترون‌ها مربوط به فیزیک نیمه رساناها و ابر رساناهاست. این پدیده شبیه پدیده گرما-یونی است.

### اتصال تونلی
یک سد ساده را می‌توان بااستفاده از دو رسانا و یک عایق نازک ایجاد کرد، که اتصال تونل هستند و مطالعه آن نیازمند تونل‌زنی کوانتومی است. اتصالات جوزفسون (به انگلیسی: Josephson)از تونل‌زنی کوانتومی و ابررسانایی تعدادی نیمه رسانا بهره گرفته تا اثر جوزفسون را تولید کند. این اثر در اندازه‌گیری دقیق ولتاژ و میدان مغناطیسی مانند سلول‌های خورشیدی چند اتصالی، کاربرد دارد.

سازوکار یک دیود تونلی تشدید شده، بر اساس پدیده تونل‌زنی کوانتومی در یک سد پتانسیل

### دیود تونلی
دیودها قطعات نیمه‌رسانای الکترونیکی هستند که این امکان را به جریان می‌دهند که در یک جهت بیشتر از بقیه برقرار شوند. سازوکار این قطعه وابسته به ناحیهٔ تهی، بین نیمه رسانای نوع nونوع p می‌باشد. وقتی اینها کاملاً پر شوند، ناحیه تهی می‌تواند به قدر کافی برای تونل زدن باریک شود. پس از آن اگر بایاس مستقیم کمی اعمال شود جریان حاصل از تونل‌زنی بسیار قابل توجه خواهد بود، و مقدار حداکثر در جایی است که ولتاژ بایاس طوری است که سطح انرژی در نوار رسانایی p و n یکسان است. هم‌زمان با افزایش ولتاژ بایاس، دیود به‌طور ایده‌آل عمل می‌کند. چون جریان تونل‌زنی به سرعت از بین می‌رود، می‌توان دیود تونلی با ولتاژ متغیر برای کاهش جریان با افزایش ولتاژ، تولید کرد. این ویژگی خاص در چندین مورد کاربرد دارد. دیود تونلی تشدید شده، استفاده از تونل‌زنی کوانتومی را در روش‌های مختلف برای دسترسی به نتایج شبیه به این ممکن می‌سازد. این دیود در جریان زیاد ولتاژ خاصی را ایجاد می‌کند که ولتاژ تشدید گفته می‌شود. اینجا یک چاه پتانسیل کوانتومی ایجاد می‌شود که دارای حداقل سطح انرژی گسسته است. وقتی که این مقدار انرژی بیشتر از انرژی الکترون باشد هیچ تونل‌زنی اتفاق نمی‌افتد و دیود در بایاس معکوس است.

### ترانزیستور وابسته به میدان تونلی (FET)
یک پروژه تحقیقاتی اروپایی اثبات کرد که FETهایی که در آن‌ها Gate ورودی با تونل‌زنی کوانتومی بیش از پاشش گرمایی کنترل می‌شود، ولتاژ Gateرا از ۱ ولت تا ۰٫۲ ولت همچنین توان مصرفی را نیز تا ۱۰۰ برابر کاهش می‌دهند.

### رسانایی کوانتومی
می‌توان با استفاده از تونل‌زنی کوانتومی پدیده برخورد و رفتار الکترون‌ها را توضیح داد. وقتی یک بسته موج الکترون آزاد به آرایه‌ای از چند سد برخورد می‌کند، قسمت بازتابیده موج با قسمت عبور کرده تداخل می‌کند، در نتیجه مواردی با صد در صد عبور وجود دارد. این نظریه پیش‌بینی می‌کند که اگر هسته با بار مثبت آرایه مستطیلی کاملی تشکیل دهد، الکترون‌های درون فلز به عنوان الکترون‌های آزاد تونل می‌زنند و این کار منجر به رسانایی بالا می‌شود.

### میکروسکوپ تونل‌زنی
میکروسکوپ تونل‌زنی (STM)که توسط گرد بینینگ (Gred binning) و هاینریش رورر (Heinrich rohrer) ابداع شده است، امکان تصویر برداری و مطالعه سطح فلزات و بعضی نیمه رساناها را به ما می‌دهد. این وسیله با بهره‌گیری از رابطهٔ بین تونل‌زنی کوانتومی با فاصله عمل می‌کند. وقتی نوک سوزن STM خیلی نزدیک به سطح رسانایی که ولتاژ بایاس دارد قرار گیرد با اندازه‌گیری جریان الکترون‌هایی که در حال تونل زدن بین سوزن و سطح رسانا هستند، فاصله بین سوزن و سطح را می‌توان اندازه گرفت. این کار با استفاده از میله پیزوالکتریک که اندازه‌اش تغییر می‌کند، انجام می‌شود. پس از اعمال ولتاژ در دو سر آن‌ها ارتفاع نوک را می‌توان تنظیم کرد و این کار برای تثبیت جریان تونل‌زنی می‌باشد. ولتاژ متغیر با زمان که به این میله‌ها اعمال می‌شود نیز ثبت می‌شود که برای تصویر برداری از سطح رسانا به کار برده می‌شود. STMها دقتی در حدود 0.001 nm یا حدود ۱٪ ضخامت اتمی دارند.

## ریاضیات تونل‌زنی کوانتومی
این بخش فرمول بندی ریاضی تونل‌زنی کوانتومی را توصیف می‌کند.

### معادله شرودینگر
معادله مستقل از زمان شرودینگر برای ذره در یک بعد را می‌توان به صورت زیر نوشت:
{\displaystyle -{\frac {\hbar ^{2}}{2m}}{\frac {d^{2}}{dx^{2}}}\Psi (x)+V(x)\Psi (x)=E\Psi (x)}
یا
{\displaystyle {\frac {d^{2}}{dx^{2}}}\Psi (x)={\frac {2m}{\hbar ^{2}}}\left(V(x)-E\right)\Psi (x)\equiv {\frac {2m}{\hbar ^{2}}}M(x)\Psi (x),}
در اینجا ħ (ثابت پلانک)، m (جرم ذره)، x (نشان دهنده جابجایی در جهت حرکت ذره)، Ψ(تابع موج شرودینگر)،V (انرژی پتانسیل ذره) و E (انرژی ذره) است که وابسته به حرکت ذره در راستای xو M کمیتی است که با V(x)-E توضیح داده می‌شود و نام پذیرفته شده‌ای در فیزیک ندارد.
جواب معادله شرودینگر در مقدارهای مختلف x و با توجه به اینکه M مثبت است یا منفی متفاوت خواهند بود. اگر M ثابت و منفی باشد، می‌توان معادله شرودینگر را به صورت زیر نوشت:
{\displaystyle {\frac {d^{2}}{dx^{2}}}\Psi (x)={\frac {2m}{\hbar ^{2}}}M(x)\Psi (x)=-k^{2}\Psi (x),\;\;\;\;\;\;\mathrm {where} \;\;\;k^{2}=-{\frac {2m}{\hbar ^{2}}}M.}
جواب این معادله موج عبوری با ثابت فاز –k یا +k را نشان می‌دهد. همچنین اگر M ثابت و مثبت باشد، می‌توان معادله شرودینگر را به صورت زیر نوشت:
{\displaystyle {\frac {d^{2}}{dx^{2}}}\Psi (x)={\frac {2m}{\hbar ^{2}}}M(x)\Psi (x)={\kappa }^{2}\Psi (x),\;\;\;\;\;\;\mathrm {where} \;\;\;{\kappa }^{2}={\frac {2m}{\hbar ^{2}}}M.}
جواب‌های این معادله به صورت نمایی به شکل موج نا پایدار در حال افزایش و کاهش است. وقتی M با مکان تغییر می‌کند، بسته به این کهM مثبت است یا منفی، همین تفاوت در رفتار هم رخ می‌دهد؛ یعنی اینکه علامت M تعیین تعیین‌کننده است.M مثبت متناظر با محیط Aو M منفی متناظر با ناحیه Bاست. همچنین این علامت تعیین می‌کند که جفت شدگی موج ناپایدار می‌تواند اتفاق بیفتد البته اگر ناحیه باM مثبت بین دو ناحیه باM منفی قرار بگیرد؛ بنابراین یک سد پتانسیل ایجاد می‌کند.
ریاضیات مربوط با شرایطی که M با x تغییر می‌کند سخت و مشکل است به جز حالت‌هایی خاص که معمولاً در واقعیت اتفاق نمی‌افتد. یک روش تقریبی نیمه کلاسیکی که در کتاب‌های فیزیک طرح شده است در قسمت بعدی بررسی خواهد شد. یک روش ریاضی کامل و پیچیده در سال ۱۹۶۵ در مقاله‌ای توسط Froman ذکر شده است. این نظریه در کتاب‌های فیزیک ثبت نشده است اما تصحیح آن، نتایج کمی اندکی در پی داشت.

### تقریب WKB
تابع موج به صورت نمایی بیان شده است:
{\displaystyle \Psi (x)=e^{\Phi (x)}}, where {\displaystyle \Phi ''(x)+\Phi '(x)^{2}={\frac {2m}{\hbar ^{2}}}\left(V(x)-E\right).}
سپس{\displaystyle \Phi '(x)}به قسمت‌های موهومی و حقیقی تقسیم شده است:
{\displaystyle \Phi '(x)=A(x)+iB(x)}،
که A و B توابعی با مقدارهای حقیقی‌اند.
با جاگذاری معادله دوم در معادله اول و استفاده از این موضوع که قسمت موهومی باید صفر باشد، داریم:
{\displaystyle A'(x)+A(x)^{2}-B(x)^{2}={\frac {2m}{\hbar ^{2}}}\left(V(x)-E\right)}.
برای حل این معادله با استفاده از تقریب نیمه کلاسیکی، هر تابع باید به صورت سری توانی از ħ بسط داده شود. از معادله داریم که سری توانی باید با جمله حداقل از مرتبه ۱- ħ شروع شود تا قسمت حقیقی معادله را ارضا کند. برای یک حد کلاسیکی خوب شروع با بیشترین توان ثابت پلانک بهتر است که منجر می‌شود به:
{\displaystyle A(x)={\frac {1}{\hbar }}\sum _{k=0}^{\infty }\hbar ^{k}A_{k}(x)}
و
{\displaystyle B(x)={\frac {1}{\hbar }}\sum _{k=0}^{\infty }\hbar ^{k}B_{k}(x)}
با همان فرض جملات کمترین توان داریم:
{\displaystyle A_{0}(x)^{2}-B_{0}(x)^{2}=2m\left(V(x)-E\right)}
و
{\displaystyle A_{0}(x)B_{0}(x)=0}.
در اینصورت می‌توان دربارهٔ دو حالت نهایی بحث کرد:
حالت اول
: وقتی دامنه به آهستگی در مقایسه با A(x)=۰ تغییر می‌کند و
{\displaystyle B_{0}(x)=\pm {\sqrt {2m\left(E-V(x)\right)}}}
که متناظر با حرکت کلاسیکی است. جواب مراتب بعدی بسط نتیجه می‌دهد:
{\displaystyle \Psi (x)\approx C{\frac {e^{i\int dx{\sqrt {{\frac {2m}{\hbar ^{2}}}\left(E-V(x)\right)}}+\theta }}{\sqrt[{4}]{{\frac {2m}{\hbar ^{2}}}\left(E-V(x)\right)}}}}
حالت دوم
: وقتی فاز به آهستگی در مقایسه با دامنه B(x)=۰ تغییر می‌کند و
{\displaystyle A_{0}(x)=\pm {\sqrt {2m\left(V(x)-E\right)}}}
که متناظر با تونل‌زنی است. جواب مراتب بعدی بسط نتیجه می‌دهد:
{\displaystyle \Psi (x)\approx {\frac {C_{+}e^{+\int dx{\sqrt {{\frac {2m}{\hbar ^{2}}}\left(V(x)-E\right)}}}+C_{-}e^{-\int dx{\sqrt {{\frac {2m}{\hbar ^{2}}}\left(V(x)-E\right)}}}}{\sqrt[{4}]{{\frac {2m}{\hbar ^{2}}}\left(V(x)-E\right)}}}}
در هر دو حالت می‌توان از مخرج دریافت که هر دو جواب تقریبی همان‌طور که نشان داده شده، نزدیک نقطه برگشت کلاسیکی هستند {\displaystyle E=V(x)}. دور از چاه پتانسیل، ذره مثل یک موج نوسان‌کننده آزاد رفتار می‌کند. تحت اثر چاه پتانسیل دامنه حرکت ذره به صورت نمایی تغییر می‌کند. با در نظر گرفتن رفتار در این حدود و نقطه برگشت کلاسیک، می‌توان یک جواب کلی ساخت.
برای شروع یک نقطه برگشت کلاسیک x۱ انتخاب کرده و  {\displaystyle {\frac {2m}{\hbar ^{2}}}\left(V(x)-E\right)} را به صورت سری توانی حول x۱ بسط می‌دهیم:
{\displaystyle {\frac {2m}{\hbar ^{2}}}\left(V(x)-E\right)=v_{1}(x-x_{1})+v_{2}(x-x_{1})^{2}+\cdots }
فقط جملهٔ مرتبهٔ اول به صورت خطی رفتار می‌کند:
{\displaystyle {\frac {2m}{\hbar ^{2}}}\left(V(x)-E\right)=v_{1}(x-x_{1})}.
با استفاده از این تقریب، معادله نزدیک x۱ به معادله دیفرانسیلی تبدیل می‌شود.
می‌توان این معادله را با استفاده از عملکرد هوا، حل کرد.
{\displaystyle \Psi (x)=C_{A}Ai\left({\sqrt[{3}]{v_{1}}}(x-x_{1})\right)+C_{B}Bi\left({\sqrt[{3}]{v_{1}}}(x-x_{1})\right)}
با استفاده از این جواب برای همه نقاط برگشت کلاسیکی می‌توان یک جواب ساخت که جواب‌های حدی را به هم وصل می‌کند. ضریب ۲ به یک طرف نقطه برگشت کلاسیکی و ضریب ۲ به طرف دیگر نقطه برگشت کلاسیکی می‌دهیم تا با استفاده از این جواب موضعی آن‌ها را به هم وصل کنیم.
پس جواب تابع Airy در حدود مناسب با sinx و cosx و تابع نمایی مجانب خواهد بود. رابطه بین{\displaystyle C,\theta } و {\displaystyle C_{+},C_{-}}  به صورت زیر است.
{\displaystyle C_{+}={\frac {1}{2}}C\cos {\left(\theta -{\frac {\pi }{4}}\right)}}
و
{\displaystyle C_{-}=-C\sin {\left(\theta -{\frac {\pi }{4}}\right)}}
با ضرایب به دست آمده، جواب کلی محاسبه می‌شود. هم چنین ضریب عبور برای ذره که در یک سد پتانسیل تونل می‌زند به صورت زیر است:
{\displaystyle T={\frac {e^{-2\int _{x_{1}}^{x_{2}}dx{\sqrt {{\frac {2m}{\hbar ^{2}}}\left(V(x)-E\right)}}}}{\left(1+{\frac {1}{4}}e^{-2\int _{x_{1}}^{x_{2}}dx{\sqrt {{\frac {2m}{\hbar ^{2}}}\left(V(x)-E\right)}}}\right)^{2}}}},
که x۲ و x۱ دو نقطه عطف کلاسیکی برای حد پتانسیل هستند.